# Tô Thanh Sơn
Tô Thanh Sơn (1949 - 21 tháng 4 năm 2018) là một nhạc sĩ được biết đến nhiều qua ca khúc "Chút kỷ niệm buồn". Ông là em trai của nhạc sĩ Tô Thanh Tùng.

## Cuộc đời
Năm 20 tuổi, ông sáng tác ca khúc đầu tay mang tên "Thẹn thùng".
Năm 29 tuổi, ông rời Đồng Tháp lên Sài Gòn sinh sống bằng nghề làm MC cho các tụ điểm ca nhạc và làm trưởng các ban nhạc tại cụm nhà hàng khách sạn Đệ Nhất, quận Tân Bình. Thời gian này ông đã sáng tác hơn 30 ca khúc, toàn bộ là viết cho chính bản thân biểu diễn trên sân khấu là các tiệc cưới, tiệc văn nghệ. Do khi đó muốn phổ biến ca khúc thì phải mời ca sĩ làm băng dĩa, mà Tô Thanh Sơn thì quá nghèo.
Gần ba mươi năm sáng tác, nhạc sĩ Tô Thanh Sơn vẫn mang nặng nỗi buồn của người nhạc sĩ nghèo, viết ca khúc không ai hát.
Cho đến năm 1996, trong lúc trú mưa trên đường Nguyễn Tri Phương, ông tình cờ gặp hai sinh viên đứng trú mưa bên cạnh. Cô gái ướt và lạnh, đứng run rẩy nép mình vào chàng trai. Về nhà, ông viết nên bài hát "Chút kỷ niệm buồn". Năm 1999, một người bạn nghe ca khúc "Chút kỷ niệm buồn" thấy hay nên mang đi giới thiệu hãng băng đĩa, không ngờ được khán thính giả trong và ngoài nước yêu thích. Từ đó, các sáng tác khác như "Thầm lặng", "Ba năm yêu em âm thầm", "Giọt mưa đêm", "Vùi chôn kỷ niệm", "Một lần gặp em", "Đêm tiễn biệt", "Đi tìm dĩ vãng", "Chờ em trong mưa"... mới được công chúng biết đến rộng rãi.
Ông qua đời vào lúc 15 giờ 15 phút ngày 21 tháng 4 năm 2018 vì ngộ độc thực phẩm.

## Gia đình
Tô Thanh Sơn là em trai của nhạc sĩ Tô Thanh Tùng.

## Sáng tác
Tô Thanh Sơn sáng tác khoảng 30 bài. Một số sáng tác của ông đang được lưu hành không ghi tên ông hoặc ghi nhầm tên người khác.
- Ba năm anh yêu em âm thầm
- Bóng đò xưa
- Chia xa[3]
- Chờ em trong mưa
- Chút kỷ niệm buồn
- Đêm tiễn biệt
- Đi tìm dĩ vãng
- Gặp em trên phố
- Gặp lại người xưa
- Giọt mưa đêm
- Hoài mong
- Một lần gặp em
- Một mình trong chiều mưa
- Nếu anh còn nhớ
- Nhớ người trong mưa
- Như nàng Tô Thị
- Sầu lắng
- Thầm lặng
- Thẹn thùng
- Tôi vẫn yêu anh
- Vùi chôn kỷ niệm